# Quik Is the Name
Quik Is the Name é o álbum de estúdio de estreia do artista e produtor de hip hop americano DJ Quik, lançado pela Profile Records em 15 de Janeiro de 1991. As seções de gravação do álbum ocorreram durante 1990. A produção foi tratada por DJ Quik junto com seus produtores executivos Courtney Branch and Tracy Kendrick.
O álbum estreou na posição vinte e nove na parada americana Billboard 200, vendendo 50,000 cópias na primeira semana nos Estados Unidos. O álbum foi certificado como disco de Ouro quatro meses após seu lançamento em 30 de Maio de 1991 e certificado como disco de Platina quatro anos depois em 26 de Julho de 1995.

## História
DJ Quik assinou um contrato com a Profile Records no verão de 1990, após terem ouvido sua mixtape de 1987 "The Red Tape". Ele foi o artista mais caro que a Profile teve e foi também o primeiro artista a conseguir um contrato de seis números na com a gravadora. Em 1998, o álbum foi listado na lista dos 100 Maiores Álbuns de Rap de Todos os Tempos da revista The Source.

## Singles
Quatro singles do álbum foram lançados; "Born and Raised in Compton", "Quik Is the Name", seguido "Tonite", de longe o single de maior sucesso do álbum, e finalmente, "Sweet Black Pussy".
| Críticas profissionais | Críticas profissionais |
| Avaliações da crítica  | Avaliações da crítica  |
| Fonte                  | Avaliação              |
| ---------------------- | ---------------------- |
| Allmusic               | link                   |
| Robert Christgau       | link                   |
| Entertainment Weekly   | B+ link                |
| RapReviews.com         | link                   |

## Lista de faixas
| #   | Título                     | Produtor(es)                             | Intérprete (s)                   | Duração | Sample(s) |                            |
| --- | -------------------------- | ---------------------------------------- | -------------------------------- | ------- | --- | -------------------------- |
| 1.  | Sweet Black Pussy          | DJ Quik                                  | DJ Quik                          | 4:20    | *"The Incredible Fulk" by Blowfly |                            |
| 2.  | Tonite                     | DJ Quik                                  | DJ Quik                          | 3:23    | *"Tonight" by Kleeer |                            |
| 3.  | Born and Raised in Compton | DJ Quik                                  | DJ Quik                          | 3:25    | *"Hyperbolicsyllabicsesquedalymistic" by Isaac Hayes *"Hardcore Jollies" by Funkadelic *"She's Not Just Another Woman" by The 8th Day "Compton's N the House" by N.W.A |                            |
| 4.  | Deep                       | DJ Quik                                  | DJ Quik, 2nd II None & AMG       | 3:42    | *"Between Two Sheets & "Four Play" by Fred Wesley & the Horny Horns |                            |
| 5.  | Tha Bombudd                | DJ Quik                                  | DJ Quik                          | 3:47    | |                            |
| 6.  | Dedication                 | DJ Quik                                  | DJ Quik                          | 1:30    | |                            |
| 7.  | Quik Is the Name           | DJ Quik                                  | DJ Quik                          | 2:46    | *"I Just Want to Be" by Cameo |                            |
| 8.  | Loked Out Hood             | DJ Quik                                  | DJ Quik                          | 2:50    | *"Do You Like It" by B.T. Express *"Pumpin' It Up" by P-Funk All Stars                                                                                                 |                            |
| 9.  | 8 Ball                     | DJ Quik, Courtney Branch, Tracy Kendrick | DJ Quik                          | 3:30    | *"Chameleon" by Herbie Hancock | *"8-Ball (Remix)" by N.W.A |
| 10. | Quik's Groove              | DJ Quik                                  | DJ Quik                          | 1:50    | *"Without Love" by Peter Brown |                            |
| 11. | Tear It Off                | DJ Quik                                  | DJ Quik, Spin & AMG              | 3:46    | *"Once You Got It" by B.T. Express *"You Got to Have A Mother for Me" by James Brown *"Husbands And Whores" by LaWanda Page                                            |                            |
| 12. | I Got That Feelin'         | DJ Quik                                  | DJ Quik                          | 3:38    | *"A Feeling Is..." by Emotions |                            |
| 13. | Skanless                   | DJ Quik                                  | DJ Quik, AMG, 2nd II None & Hi-C | 2:54    | *"That's Enough for Me" by Patti Austin |                            |

## Créditos
Créditos para Quik Is the Name adaptados do Allmusic.
| - D. Blake - Compositor - Courtney Branch - Engenheiro, Produtor Executivo, Mixiagem, Produtor - Charlotte Caffey - Compositor - Peter Case - Compositor - DJ Quik - Teclados, Mixagem, Produtor - Justin Hayward - Compositor - Greg Jessie - Produtor Executivo | - Stan Jones - Baixo, Violão - Tracy Kendrick - Engenheiro, Produtor Executivo, Mixagem, Produtor - Joe Shay - Engenheiro - Bruce Springsteen - Compositor - Liz Sroka - Engenheiro - Howie Weinberg - Masterização - Jane Wiedlin - Compositor |

## Paradas
| Parada (1991)                        | Posição de pico |
| ------------------------------------ | --------------- |
| EUA Billboard 200                    | 29              |
| EUA Billboard Top R&B/Hip-Hop Albums | 9               |

| País           | Provedor | Certificação |
| -------------- | -------- | ------------ |
| Estados Unidos | RIAA     | Platina      |